# Barbakán (Krakkó)
A Barbakán (más néven: Rondella) krakkói bástya, mely az egykori városi erődítményrendszer legészakibb része volt. A rendszert a 19. században az osztrák hatóságok jó részt lebontották. A Barbakán azonban megmaradhatott, a Plantyban áll a Flórián-kapu előtt, a Basztowa utcánál.

## Leírás
Az Óvárosban álló bástya 24,4 m átmérőjű, kör alaprajzú gótikus erődítmény. Vörös színű téglával és cseréppel fedték, így a téglagótika jegyei a jellemzők rá. Falainak vastagsága több, mint 3 m. A tetején körben hét kisebb, kör, illetve hatszög alaprajzolatú torony sorakozik váltakozóan.
A bástya korábban egy hosszú, pilléreken nyugvó, hídszerű várfallal közvetlenül kapcsolódott a Flórián-kapuhoz. Fő feladata ennek a kapunak a védelme volt. A fal tetejére fából készült tornácokat is építettek, hogy ezzel is növeljék a véderejét.
A bástya bejárata a Kleparz felől volt. Az erődítményt úgy tervezték, hogy a katonaság megfelelően védeni tudja a kaput az oldalsó támadásoktól. A bástya körül 3,5 m mély és 24 m széles, tószerű vizes árkot alakítottak ki, amely fölött kizárólag felvonóhídon át lehetett közlekedni.

## Története
A bástyát I. János uralkodásának idején, 1498-1499 folyamán építették attól való félelemben, hogy Krakkót a lengyel vereséggel zárult koźmini csata után moldvai–oszmán-tatár–havasalföldi sereg támadja meg. Példaként két toruńi bástya szolgált az építők előtt, a Starotoruński 1429-ből és a Chełmiński 1449-ből.
1816-ban az osztrák hatóságok számos krakkói véderőművel együtt ezt is le akarták bontani, ami ellen Felix Radwanski városi szenátor lépett fel sikeresen, a Flórián-kapu, a várfal egy része és néhány bástya, illetve a Barbakán megmaradhatott.
1910-ben a grünwaldi csata 500. évfordulóján Grünwaldi panoráma néven látványos festményt akartak idetelepíteni. Az ötletet azonban a megemlékezést szervező bizottság elvetette arra hivatkozva, hogy a kiállítás kár tehet az épületben. A Párizsból érkező művészek, Jan Styka és Tadeusz Styka végül is egy ideiglenes faépületben állították ki 10 x 5 m-es művüket a sw. Ducha téren.
A Barbakán falán tábla emlékeztet Marcin Oracewiczre, aki a bari konföderáció idején legendába illő módon megölte a támadó orosz hadsereg parancsnokát.
A Barbakánban napjainkban a Városi Történelmi Múzeum egyik részlege működik. Kiállításokat, filmvetítéseket, vívóversenyeket, továbbá játékos lovagi tornákat és táncmulatságokat rendeznek benne.

## Galéria

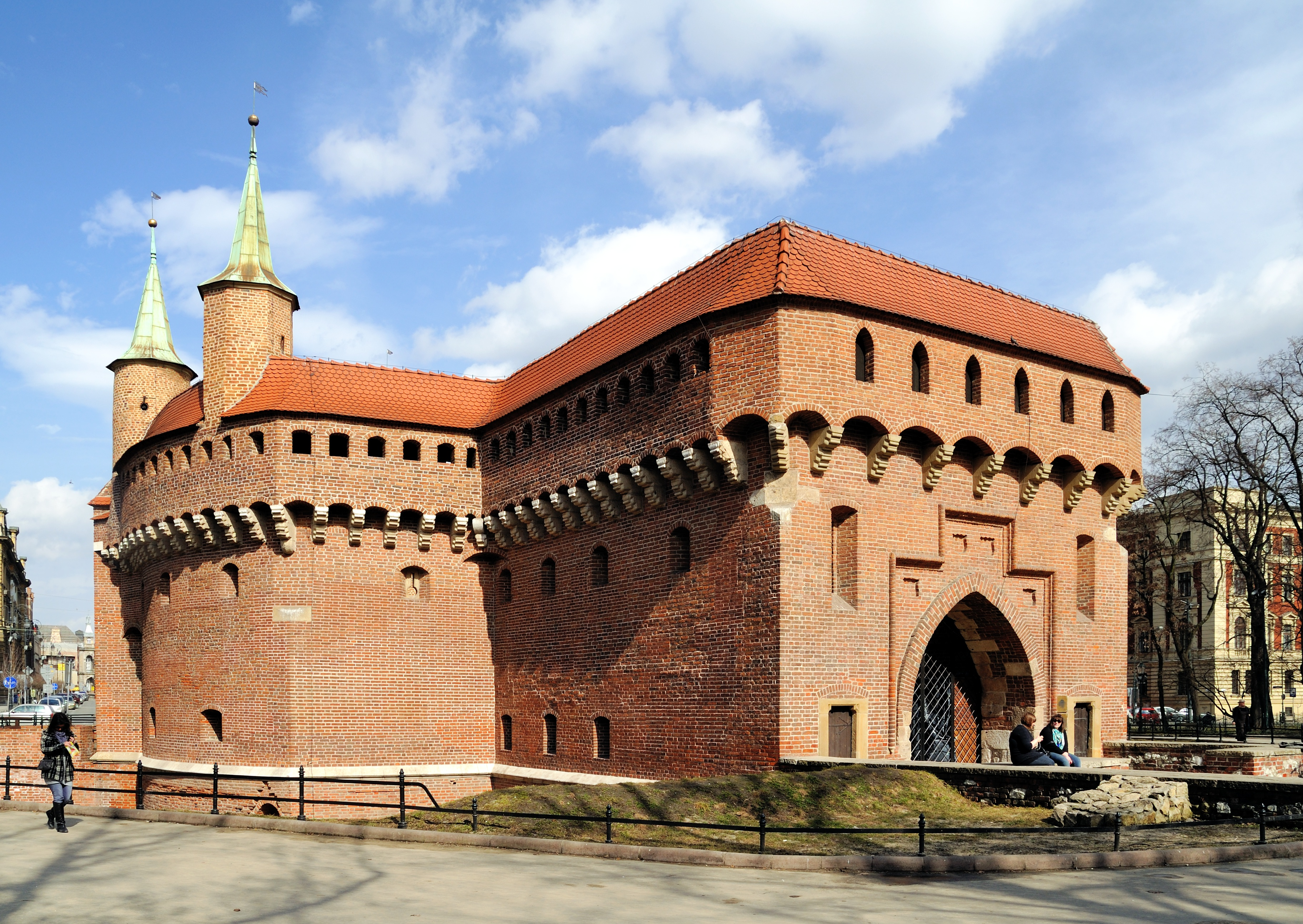
Kilátás a Barbakánra a Planty felől
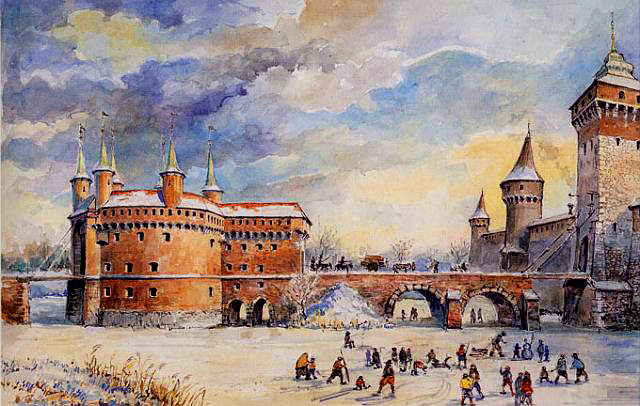
A Barbakán a 19. században
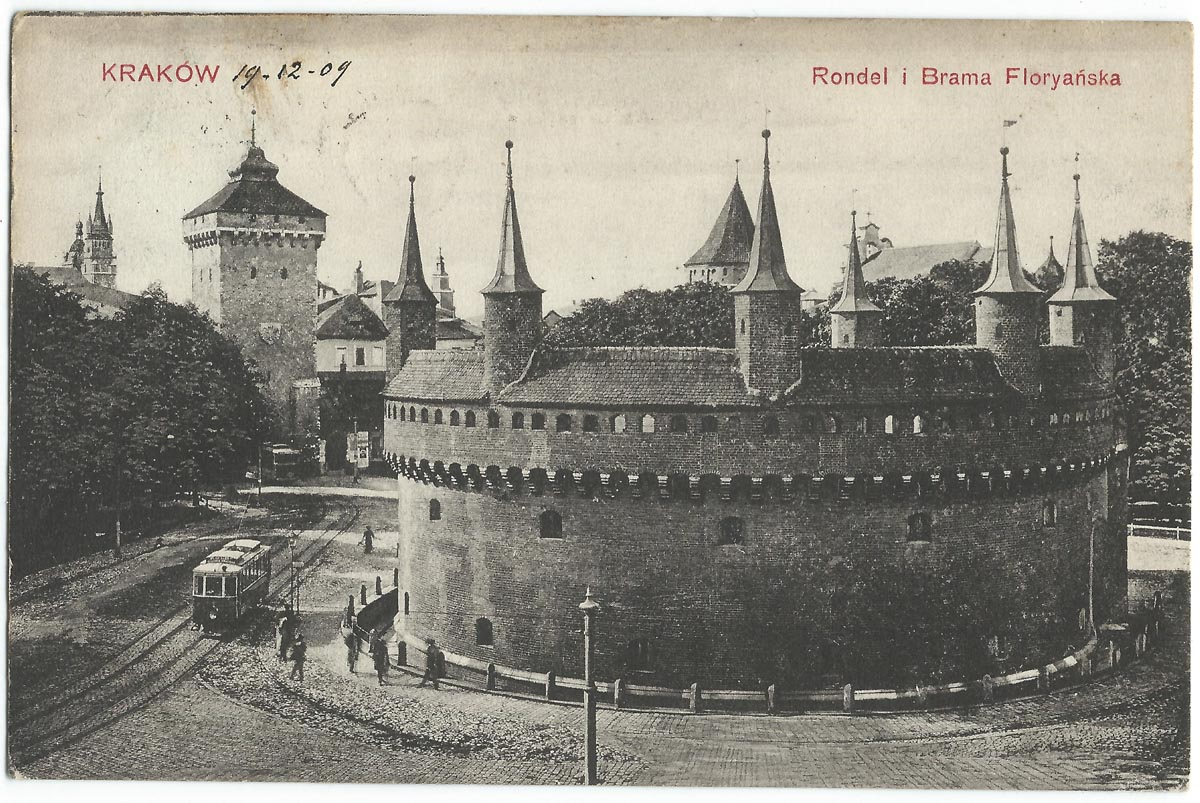
A Barbakán 1909-ben
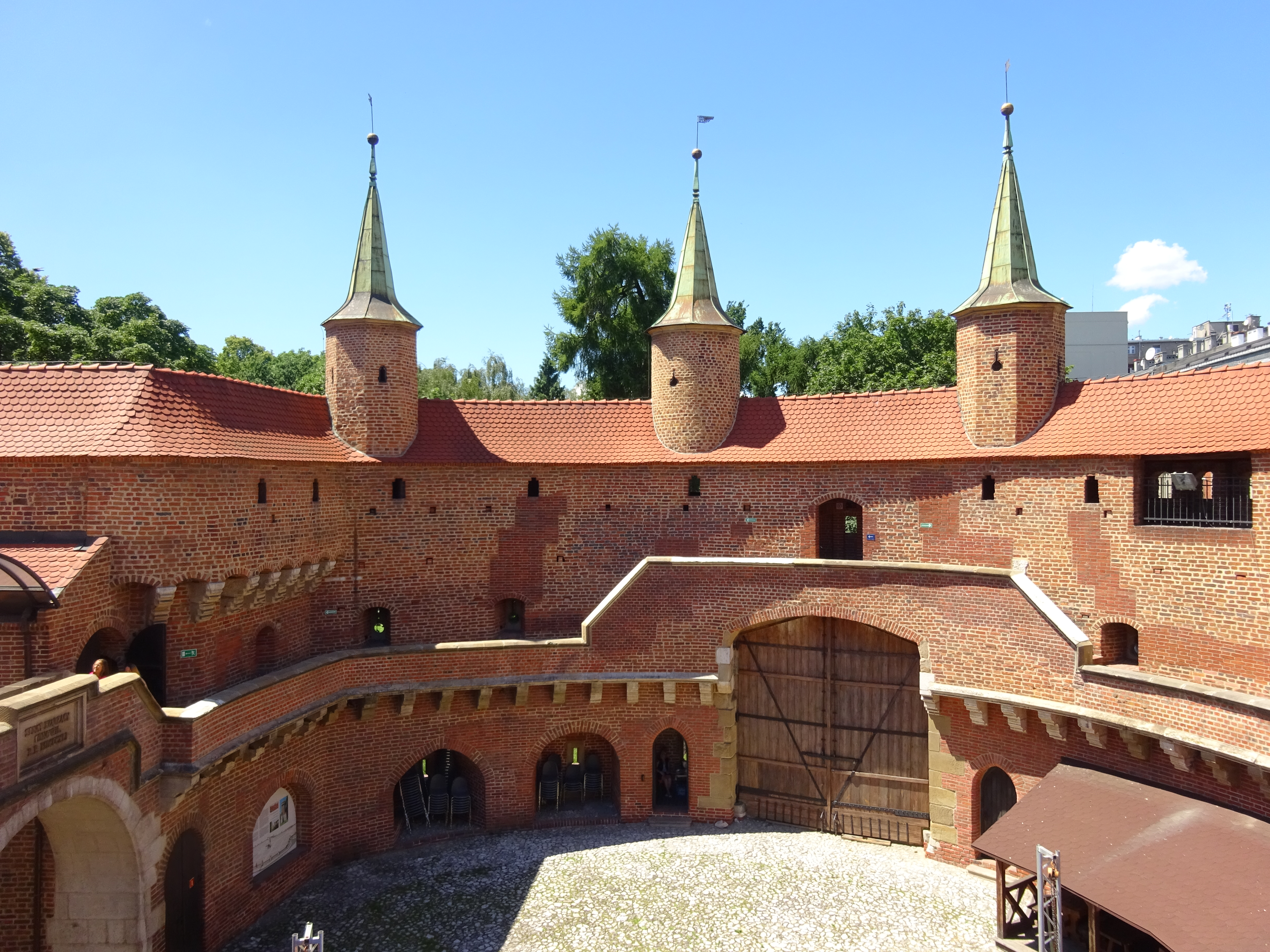
A Barbakán belső része
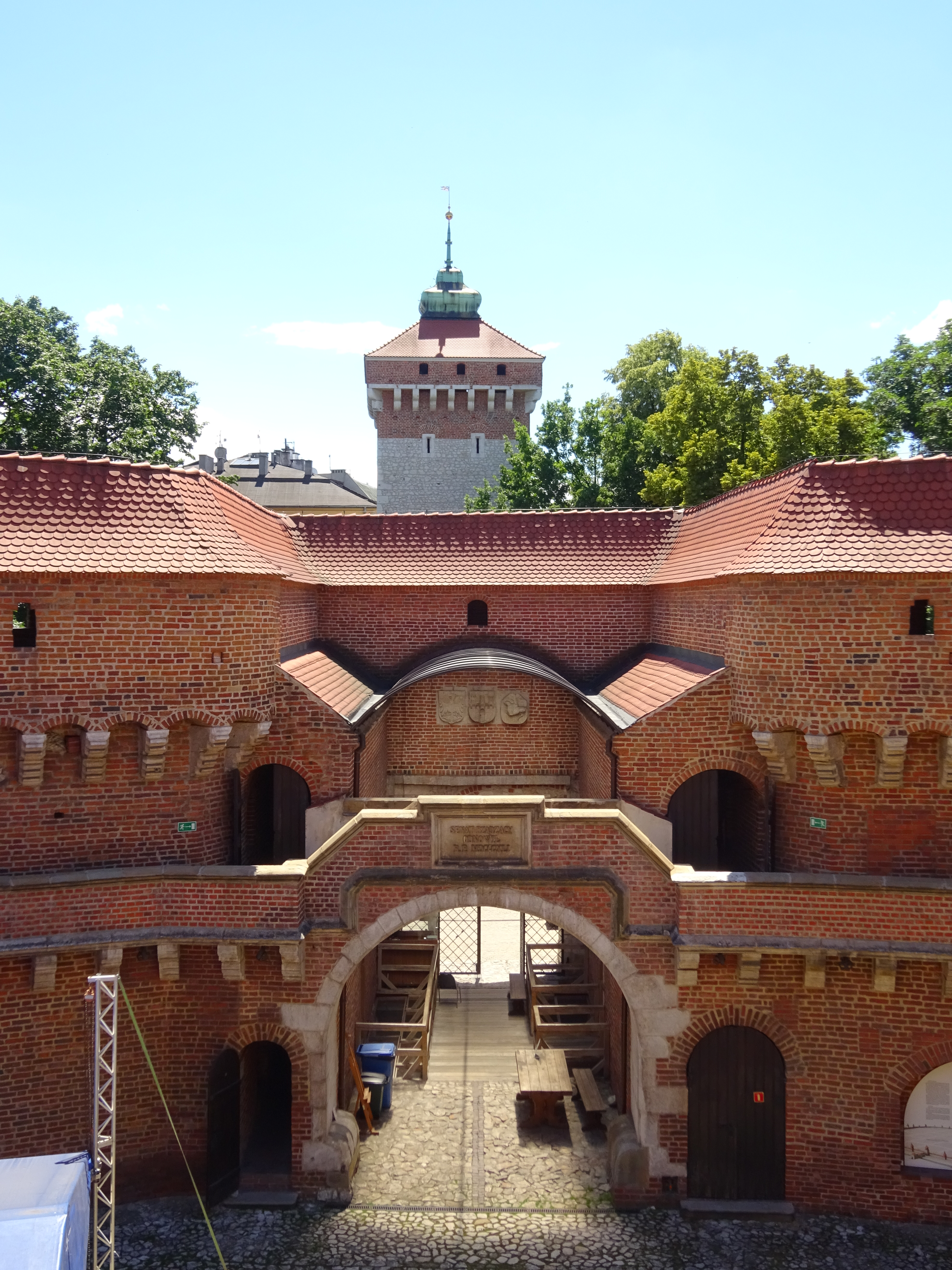
Kilátás a nyak felé, háttérben a Flórián-kapu

## Fordítás
- Ez a szócikk részben vagy egészben a  Barbakan w Krakowie  című lengyel Wikipédia-szócikk ezen változatának fordításán alapul.  Az eredeti cikk szerkesztőit annak laptörténete sorolja fel. Ez a jelzés csupán a megfogalmazás eredetét és a szerzői jogokat jelzi, nem szolgál a cikkben szereplő információk forrásmegjelöléseként.